# Liste des traversées du canal de Suez
Cet article répertorie les traversées du canal de Suez comprenant des ponts et un tunnel permettant de connecter par les voies terrestres le Sinaï au reste de l'Égypte.

## Liste
| Nom                   | Image                 | Arabe                | Portée | Long. | Type                                                         | Date | Localisation                                        | Gouvernorat | Ref.  |
| --------------------- | --------------------- | -------------------- | ------ | ----- | ------------------------------------------------------------ | ---- | --------------------------------------------------- | ----------- | ----- |
| Pont Al-Nasr          |                       | حالة كوبري النصر     |        | 424   | Pont flottant                                                | 2016 | Port Saïd / Port-Fouad 31° 13′ 43″ N, 32° 18′ 16″ E | Ismaïlia    | ,     |
| Pont du Canal de Suez | Pont du Canal de Suez | كوبري السلام         | 404    | 3 900 | Haubané Tablier caisson acier, pylônes béton 50+70+404+70+50 | 2001 | El Qantara 30° 49′ 40,8″ N, 32° 19′ 03,8″ E         | Ismaïlia    | [ 3 ] |
| Pont d'El Ferdan      | Pont d'El Ferdan      | كوبري الفردان        | 340    | 640   | Cantilever Acier Pont tournant 150+340+150                   | 2001 | El Qantara 30° 39′ 25,6″ N, 32° 20′ 02″ E           | Ismaïlia    | [ 4 ] |
| Tunnel Ahmed Hamdi    | Tunnel Ahmed Hamdi    | نفق الشهيد أحمد حمدي | —      | 1 630 | Tunnel routier                                               | 1981 | Shalloufa 30° 05′ 33″ N, 32° 34′ 16″ E              | Suez        | [ 5 ] |